# منطقة دانجبور
دانجبور رمزها  «DU»  (بالإنجليزية: Dungapur)‏  ، هو تقسيم إداري لدولة الهند تتبع ولاية راجاستان (بالإنجليزية: Rajasthan)‏  ،  مركزها هو مدينة دانجبور (بالإنجليزية: Dungarpur)‏  عدد سكانها حسب تعداد سنة 2001 هو  1,107,037 ، مساحتها  3,770 كم²    وكثافة السكان   294 لكل كم² .